# Bolzaneto-Prozess
Im sogenannten Bolzaneto-Prozess wurden Misshandlungen an Demonstranten durch Polizisten und Wachpersonal im Rahmen des G8-Gipfels in Genua (Italien) in der Polizeikaserne Bolzaneto verhandelt.
Während der Demonstrationen, die 2001 in Genua gegen den G8-Gipfel stattfanden, kam es zu zahlreichen Zusammenstößen zwischen Globalisierungskritikern und den italienischen Sicherheitskräften. Viele Demonstranten wurden verhaftet, ca. 300 von ihnen in der Kaserne Bolzaneto, die als provisorische Gefangenensammelstelle diente, für wenige Tage festgehalten. Hier soll es zu gewalttätigen Übergriffen, Misshandlungen und Folterungen gegen die Insassen gekommen sein. Im Einzelnen gibt es Schilderungen von erzwungenem stundenlangen Stehen, Schlafentzug, Verweigerung des Toilettenbesuchs, Androhung sexueller Gewalt, Erniedrigung insbesondere in Verbindung mit dem Zwang, sich ausziehen zu müssen und im Allgemeinen über massive Gewaltanwendung. Insassen berichten, dass sie gezwungen wurden faschistische Lieder zu singen. Ärzten und Pflegepersonal wird mangelnde Versorgung der vielen Verletzten unter den Inhaftierten vorgeworfen, anderen unterlassene Hilfeleistung oder schlichte Duldung der Vorgänge. Insgesamt mussten sich 45 Angeklagte, größtenteils hochrangig leitende Polizisten, wegen Körperverletzung und Folterung von Demonstranten vor Gericht verantworten. Im Oktober 2005 wurde die Hauptverhandlung eröffnet. Besonders die zahlreichen Zeugenvernehmungen zogen das Verfahren in die Länge. Die Anklage befürchtete zwischenzeitlich, dass der Prozess nicht zu Ende geführt werden könne, weil die Taten nach 7,5 Jahren verjähren und in Italien die Verjährungsfristen, anders als in Deutschland, auch während laufender Prozesse nicht gestoppt sind. 
Am 14. Juli 2008 sind 15 Angeklagte wegen brutalen Vorgehens gegen Demonstranten zu Gefängnisstrafen von fünf Monaten bis fünf Jahren verurteilt worden, während 30 Angeklagte freigesprochen worden. Die Höchststrafe erhielt dabei der für die Sicherheit in dem Gefängnis verantwortliche Beamte Antonio Biagio Gugliotta.
Es gab noch mehrere andere Verfahren, die sich mit Vorwürfen über Polizeiwillkür im Umfeld des G8-Gipfels befassten, z. B. mit der Klärung der Vorkommnisse an der Scuola Diaz.